# Fissidens platensis
Fissidens platensis är en bladmossart som beskrevs av Jean Édouard Gabriel Narcisse Paris 1900. Fissidens platensis ingår i släktet fickmossor, och familjen Fissidentaceae. Inga underarter finns listade i Catalogue of Life.